# معاملة المثليين في كوراساو
قد يواجه الأشخاص من المثليين والمثليات ومزدوجي التوجه الجنسي والمتحولين جنسياً (اختصاراً: LGBT) في كوراساو وهي منطقة ذات حكم ذاتي داخل مملكة هولندا تحديات قانونية لا يواجهها غيرهم من المغايرين جنسيا. يعتبر النشاط الجنسي المثلي بين الرجال وبين النساء قانونيا في كوراساو، لكن الأزواج المثليين الحاصلين على الجنسية الهولندية  يجب عليهم السفر إلى هولندا أو بلدياتها الخاصة للزواج والحماية القانونية للزواج ليست غير مشروطة.

## قانونية النشاط الجنسي المثلي
النشاط الجنسي المثلي قانوني في كوراساو. السن القانونية للنشاط الجنسي هو 15 سنة، وهو متساو لكل من العلاقات الجنسية المثلية والعلاقات الجنسية المغايرة.

## الاعتراف القانوني بالعلاقات المثلية
كجزء من مملكة هولندا، كوراساو ملزمة بالاعتراف بأن حالات زواج المثليين التي تم عقدها في هولندا صالحة. وتشمل هذه حالات زواج المثليين في بونير، سابا وسينت أوستاتيوس.
في أبريل 2015، وافق ممثلو البلدان الأربعة المكونة على أن الأزواج المثليين يجب أن يتمتعوا بحقوق متساوية في جميع أنحاء المملكة. في نفس الشهر تم تقديم مشروع قانون شراكة مسجل إلى البرلمان.
في أغسطس 2015، في قضية أولياري وآخرون ضد إيطاليا، قضت المحكمة الأوروبية لحقوق الإنسان بأنه من التمييز عدم تقديم اعتراف قانوني بالعلاقات المثلية. لدى المحكمة الأوروبية لحقوق الإنسان فقه قضائي على كوراساو.
في عام 2017، هناك اقتراح بمنح الأزواج المثليين بعض الحقوق المحدودة قيد النظر في مجلس كوراساو.
في سبتمبر 2018، خلال الاحتفال السادس لمسيرة فخر المثليين في كوراساو، سلمت منظمات حقوق المثليين المثليين فوكو كوراساو (بالهولندية: FOKO Curaçao) و «مساواة كوراساو» (بالهولندية: Igualdat Kòrsou) و «كوراساو غاي برو» (بالهولندية: Curaçao Gay Pro) مشروع قانون لنائبة رئيس البرلمان جيزيل مكويليام للسماح للأزواج المثليين بالزواج في كوراساو. أشادت مكويليام بذلك قائلة: «أعتقد أنه رائع. إنه يظهر أن الديمقراطية حيّة في كوراساو. يمكن أن تأتي هذه المبادرات ليس فقط من البرلمان أو الحكومة، ولكن أيضًا من الناس أنفسهم. لكل شخص الحق في تقديم مشروع قانون، وسأفعل كل ما في وسعي لمساعدة هذه المجموعة، لأنهم أيضًا جزء من كوراساو». وفقًا لرئيس الوزراء يوجين روغيناث، الذي حضر المسيرة، حان الوقت دخول النقاش. وقال: «الإقصاء والتمييز ضد مجتمع المثليين يؤثر على حقوق الإنسان». في 4 يونيو 2019، تم تقديم مشروع القانون إلى مجلس كوراساو.

## ظروف الحياة
للكنيسة الكاثوليكية الرومانية تأثير قوي على الجزيرة، وغالبا ما عارضت المقترحات والمناقشات التي تهدف إلى تحسين حقوق المثليين.
في سبتمبر عام 2017، دعا رئيس الوزراء يوجين روغيناث، في خطاب أطلق عليه نشطاء المثليين «تاريخيًا»، إلى مزيد من القبول في مسيرة فخر المثليين في ويلمستاد.
كوراساو لديها صناعة سياحة مهمة. تلبي عدة أماكن احتياجات السياح المثليين.

## ملخص
| قانونية النشاط الجنسي المثلي                                                                  | Yes                                                                  |
| المساواة في السن القانوني للنشاط الجنسي                                                       | Yes                                                                  |
| قوانين مكافحة التمييز في التوظيف                                                              | No                                                                   |
| قوانين مكافحة التمييز في توفير السلع والخدمات                                                 | No                                                                   |
| قوانين مكافحة التمييز في جميع المجالات الأخرى (تتضمن التمييز غير المباشر، خطاب الكراهية)      | No                                                                   |
| قوانين مكافحة أشكال التمييز المعنية بالهوية الجندرية                                          | No                                                                   |
| زواج المثليين                                                                                 | / (يتم الاعتراف بزواج المثليين الذي تم عقده في هولندا، تشريعه مقترح) |
| الاعتراف القانوني بالعلاقات المثلية                                                           | (مقترح)                                                              |
| تبني أحد الشريكين للطفل البيولوجي للشريك الآخر                                                | No                                                                   |
| التبني المشترك للأزواج المثليين                                                               | No                                                                   |
| يسمح للمثليين والمثليات ومزدوجي التوجه الجنسي والمتحولين جنسيا بالخدمة علناً في القوات المسلحة | (هولندا مسؤولة عن الدفاع)                                            |
| الحق بتغيير الجنس القانوني                                                                    | No                                                                   |
| علاج التحويل محظور على القاصرين                                                               | No                                                                   |
| الحصول على أطفال أنابيب للمثليات                                                              | No                                                                   |
| الأمومة التلقائية للطفل بعد الولادة                                                           | No                                                                   |
| تأجير الأرحام التجاري للأزواج المثليين من الذكور                                              | (غير قانوني للأزواج المغايرين كذلك)                                  |
| السماح للرجال الذين مارسوا الجنس الشرجي التبرع بالدم                                          | No                                                                   |